# Finley Quaye
Finley Quaye (Leith, Edimburgo, 25 de Março de 1974) é um músico britânico que, em 1998, ganhou o Brit Award para Melhor Artista Britânico a Solo. Em 1997, ele surgiu do nada com um fantastico mix de Reggae, Soul, Jazz e Funk e tomou o trono do Dance Pop, ocupado previamente por Jamiroquai.

## Carreira
Filho de Cab Quaye compositor de Jazz, irmão do famoso guitarrista Caleb e alegadamente tio do artista de Trip Hop, Tricky, ele fez a sua primeira aparição em 1995 com A Guy Called Gerald's "Finley's Rainbow". Realizou um solo com Haiku e nos finais de 1997, atingiu o top 20 britânico duas vezes com "Sunday Shining", um descontraido cover de Bob Marley e "Even After All". A sua reputação ficou estabelecida com Maverick A Strike, um álbum aventureiro mas acessível, que atingiu o Ouro menos de três semanas depois de lançado tendo-o levado directamente á victoria do Brit Award. No entanto, não se augurava nada de bom quando Tricky - com quem tinha colaborado no fim de 1997   em "Please Share My Dappy Umbrella", contando também com Iggy Pop - o culpou no seu "Can't Freestyle". Em 2004 a música "Dice", feita conjuntamente com William Orbit, e contando com Beth Orton fez um pouco de sucesso, ajudada em parte pela sua inclusão na trilha sonora de The O.C.. Atualmente vive em Berlim.

## Discografia
- "Finley's Rainbow" - White Label (1993)
- "Finley's Rainbow" on A Guy Called Gerald's Black Secret Technology (1995)
- Maverick A Strike - LP (1997)
- It Ain't Necessarily So - Red Hot & Gershwin (1998)
- Vanguard - LP (2000)
- "Caravan" on Timo Mass' album Loud (2002)
- Much More Than Much Love - LP (2004)
- Dice - EP (2004)
- Oranges and Lemons - EP (2005)
- "Stranges Changes" on A Guy Called Gerald's To All Things What They Need (2005)
- "For My Children's Love" 7" (2006)
- "We Are Dreamers" on Cathy Claret's album Gypsy Flower (2007)
- "After Tonight" on Ava Leigh's La La La (2007)
- The Best Of The Epic Years 1995-2003 - LP (2008)
- Pound For Pound - LP (2008)
- Sound For Sound - LP (2008)